# Peter Feile (Politiker)
Peter Feile (* 17. Februar 1939 in Augsburg) ist ein ehemaliger deutscher Politiker (SPD).
Feile ist seit 1966 in Friedberg wohnhaft. Nach dem Erreichen der mittleren Reife machte er eine Ausbildung zum gehobenen nichttechnischen Verwaltungsdienst der Stadt Augsburg und war danach Stadtinspektor unter anderem im Jugendamt, im Rechnungsprüfungsamt und im Finanzreferat. 1984 stieg er in den höheren nichttechnischen Verwaltungsdienst auf und wurde 1987 Verwaltungsrat. Zuletzt war er leitender Verwaltungsdirektor und Amtschef der Stadt Augsburg. 2004 ging er in den Ruhestand.
Feile wurde 1965 Mitglied der SPD, der schon sein Großvater und sein Vater angehörten. Er ist Stadtrat in Friedberg, Mitglied des Kreistags Aichach-Friedberg und Stellvertreter des Landrats. Von 1980 bis 1983 gehörte er dem Deutschen Bundestag an.